# Río Ramena

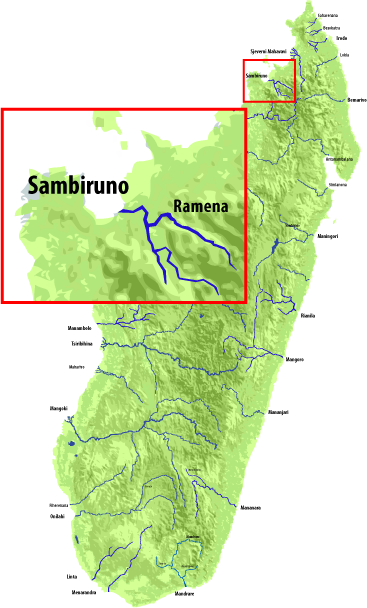
Río Ramena

El río Ramena es un río que discurre por el noroeste de Madagascar en la región de Diana. Tiene sus fuentes en el macizo de Maromokotro y es el principal afluente del río Sambirano.